# Nowe Zawady
Nowe Zawady – wieś w Polsce położona w województwie mazowieckim, w powiecie radomskim, w gminie Jedlińsk. Ma status sołectwa.
| SIMC    | Nazwa     | Rodzaj     |
| ------- | --------- | ---------- |
| 0625020 | Dąbrowa   | przysiółek |
| 0625036 | Grabina   | przysiółek |
| 0625042 | Herników  | przysiółek |
| 0625059 | Zawietrak | przysiółek |
| 0625065 | Żabiniec  | przysiółek |

W latach 1975–1998 miejscowość administracyjnie należała do województwa radomskiego.
Wierni kościoła rzymskokatolickiego należą do parafii  Świętych Apostołów Piotra i Andrzeja w Jedlińsku.